# Roberto Torres Morales
Roberto Torres Morales (Pamplona, 7 marzo 1989) è un calciatore spagnolo, centrocampista svincolato.

## Carriera

### Club
Nato a Pamplona, Torres ha iniziato la sua carriera nei club locali del Txantrea e dell'Osasuna.
Dopo aver trascorso cinque stagioni con l'Osasuna B in terza serie, viene promosso in prima squadra con cui, l'11 dicembre 2011, debutta in Liga subentrando a Lolo nel pareggio per 1-1 contro il Malaga.